# Erbrecht
Das Erbrecht ist ein Teilgebiet des Privatrechts, das im objektiven Sinn die juristische Grundlage für den Übergang von Vermögenswerten einer Person (Erblasser) bei ihrem Tod auf eine oder mehrere andere Personen bildet. Es ist in Deutschland Grundrecht nach Artikel 14 Grundgesetz. Der Begriff Erbrecht bezeichnet in diesem Sinn auch die Rechtsnormen, die sich mit dem Übergang des Vermögens befassen. Das Erbrecht ist als subjektives Recht das Recht des Erben, die Verlassenschaft oder einen Teil davon zu erwerben, also in die (vererblichen) Rechtspositionen des Erblassers einzutreten. Wer Erbe wird, kann sich aus einem Testament oder einem Erbvertrag (gewillkürte Erbfolge) oder aus dem Gesetz ergeben. Das Rechtsgebiet umfasst eine Vielzahl von Themen wie die Erbfolge, die Erstellung von Testamenten, die Pflichtteilsansprüche von Erben, Vermächtnisse sowie die Nachlassverwaltung und -abwicklung.

## Rechtslage in einzelnen Ländern

### Deutschsprachige Länder
Das Erbrecht aller deutschsprachigen Länder ist in folgenden Punkten einheitlich:
- Gesetzliche Erbfolge, falls kein Testament oder ein Erbvertrag aufgesetzt wurde
- Gesetzliche Erbfolge nach Verwandtschaftsgrad: näher Verwandte sind vor den entfernten Verwandten erbberechtigt, Kinder vor den Eltern, Eltern vor den Geschwistern
- Ehepartner und Kinder (und falls keine Kinder vorhanden sind, die Eltern) erhalten jeweils einen Pflichtteil, der nicht bzw. nur erschwert durch ein Testament aufgehoben werden kann
- Personen in der gesetzlichen Erbfolge können aus schwerwiegenden Gründen enterbt werden

Zum Erbrecht der einzelnen Länder:
- Erbrecht (Deutschland)
- Erbrecht (Liechtenstein)
- Erbrecht (Österreich)
- Erbrecht (Schweiz)

### Andere Länder
- Erbrecht (Bulgarien)
- Erbrecht (Tschechische Republik)
- Der Uniform Probate Code regelt das Erbrecht in 16 US-Bundesstaaten